# Le Boulay (Vosges)
Pour les articles homonymes, voir Boulay.
Le Boulay est une commune associée du département des Vosges, en région Grand Est.

## Toponymie
Anciennes mentions : Au Boullay (1456), Bullay (1518), Le Boullay (1594), Le Bouley (1656), Le Boula (1704).  

## Histoire
Le Boulay était autrefois partagé entre les bans de Faucompierre et de Tendon ; sur le plan religieux, il était dans la paroisse de Docelles.
Par un arrêté préfectoral du 21 décembre 1972, la commune du Boulay est rattachée à celle de la Neuveville-devant-Lépanges sous le régime de la fusion-association. Ce fait entra en vigueur le 1er janvier 1973.

## Démographie
| 1793 | 1800 | 1806 | 1821 | 1831 | 1836 | 1841 | 1846 | 1856 |
| ---- | ---- | ---- | ---- | ---- | ---- | ---- | ---- | ---- |
| 174  | 176  | 184  | 204  | 220  | 217  | 225  | 212  | 202  |

| 1861 | 1866 | 1876 | 1881 | 1886 | 1891 | 1896 | 1901 | 1906 |
| ---- | ---- | ---- | ---- | ---- | ---- | ---- | ---- | ---- |
| 189  | 213  | 192  | 181  | 162  | 157  | 154  | 159  | 163  |

| 1911 | 1921 | 1926 | 1931 | 1936 | 1946 | 1954 | 1962 | 1968 |
| ---- | ---- | ---- | ---- | ---- | ---- | ---- | ---- | ---- |
| 138  | 140  | 153  | 140  | 131  | 140  | 140  | 127  | 130  |